# 無酵餅

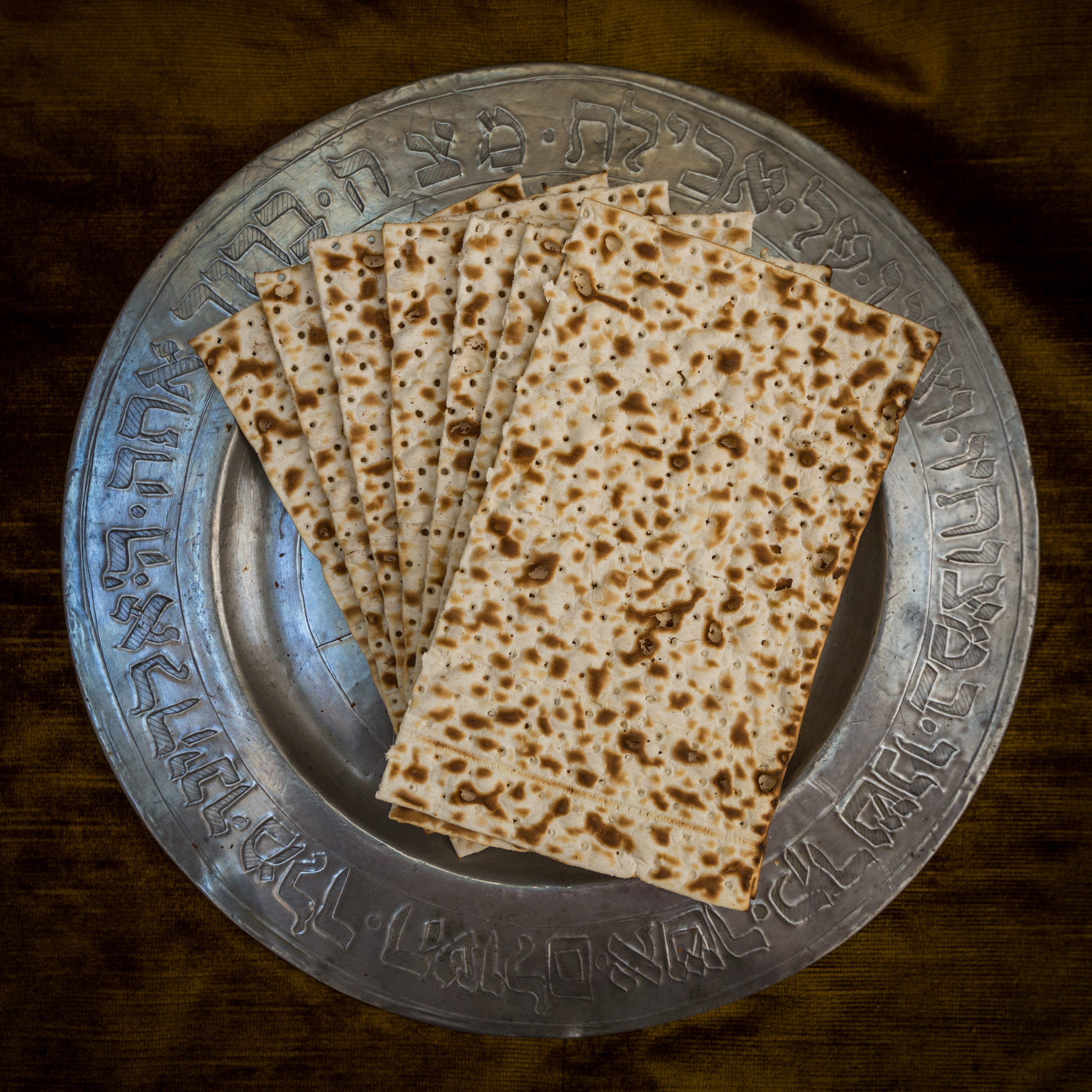
一盤無酵餅

無酵餅，是簡單的麵包食品，初出現於古埃及和蘇美爾。無酵餅為猶太人紀念逾越節所吃的食品，後由耶穌基督引進用於基督宗教。

## 宗教意義
無酵餅內是不加入酵母的，這對猶太教和基督教來說具有特殊的宗教意義。根據《聖經·出埃及記》的記載，當耶和華施展十災的最後一場時逾越了以色列人的家門，最後拯救了他們離開埃及；由於當時以色列人倉促逃難，身邊所攜帶的乾糧麵餅都來不及發酵，於是後來無酵餅便成為了纪念以色列人脫離埃及奴役的一項食品，亦會用於猶太教宗教儀式。由於無酵餅記錄著以色列人的苦難和最終自由，古代以色列人以至現今的猶太人在守逾越節期間只吃無酵食品。
第一世紀，耶穌指無酵餅代表了自己所獻出的身體並在最後晚餐時運用此設立儀式，自此這便成為了基督教禮儀的用品之一。
在東西教會大分裂以及宗教改革以後，在聖禮中使用無酵餅曾引起宗教上的一定紛爭，皆因各教派對發酵抱持的觀點各異。天主教繼承了猶太教的傳統，根據哥林多前書5:6-8，認為發酵代表罪惡，持續使用無酵餅舉行聖禮；東正教則認為發酵象徵耶穌的復活，使用發酵麵餅製作聖體；而新教則對發酵沒有特定的觀點看法，通常不拘泥於餅的種類和形式。